# مقاطعة مونونا (آيوا)
مقاطعة مونونا (بالإنجليزية: Monona County)‏ هي إحدى مقاطعات ولاية آيوا في الولايات المتحدة الأمريكية.